# Giovanni Battista Todeschini
Giovanni Battista Todeschini (Lecco, 9 giugno 1857 – Milano, 1938) è stato un pittore italiano.

## Biografia
Giambattista Todeschini nasce a Lecco ed è nipote dello scienziato Antonio Stoppani. Portato al disegno, inizia a frequentare l’Accademia di Brera di Milano, che tuttavia molto presto abbandona preferendo proseguire la sua attività come autodidatta. 
Viaggiando per diversi anni in tutta Italia giungerà a completare la sua formazione anche attraverso lo studio degli antichi.
Nel 1878 esordisce a Firenze presentando un paesaggio lombardo eseguito dal vero. 
A cominciare dagli anni Ottanta, si delinea la sua cifra caratteristica come interprete dei paesaggi del territorio di Lecco, sua città natale. 
Partecipa alle esposizioni di Milano, Torino e Genova sempre con paesaggi e studi dal vero tratti, oltre che dai dintorni del lago di Lecco, anche da quello di Como e dalla Liguria.
Dalla metà degli anni Ottanta comincia a dedicarsi con assiduità al ritratto, con una serie di studi e disegni preparatori. S'impegna a ritrarre umili lavoratori, contadini, donne del popolo in dipinti materici per l’uso di un colore ricco e corposo.
Di questo periodo sono anche i ritratti di Ermenegildo Castiglioni, per la Quadreria dell’Ospedale Maggiore di Milano, e quello dello zio Antonio Stoppani nei Musei civici di Lecco.
Con Giuseppe Mentessi lavora nella loggia del Palazzo della Permanente di Milano eseguendone le decorazioni ad affresco (andate poi perdute in occasione dei rifacimenti dell’edificio nel 1920).

Continua ad esporre per tutti gli anni Venti e ancora per parte degli anni Trenta. Muore a Milano nel 1938.
È padre di Piero (1888-1945) e di Lucio (1892-1969), anch'essi pittori.